# ديفيد هيل (سياسي)
ديفيد هيل (بالإنجليزية: David Hill)‏ هو سياسي أمريكي، ولد في 1809 في كونيتيكت في الولايات المتحدة، وتوفي في 9 مايو 1850 في هيلسبورو في الولايات المتحدة.